# Hiện tượng vận chuyển

Các phân tử khí đang thực hiện quá trình khuếch tán từ trong chai ra bên ngoài môi trường.

Sự lan truyền của các phân tử của một hỗn hợp ở trong chất lỏng hay chất khí từ nơi chúng đưa vào, trong điều kiện không có các dịch chuyển vĩ mô ở trong chất lỏng hay chất khí, được gọi là hiện tượng khuếch tán. Sự xuất hiện các lực ma sát giữa hai lớp chất lỏng hay chất khí chuyển động với các vận tốc khác nhau là biểu hiện của lực ma sát nội hay tính nhớt. Sự chuyển của năng lượng từ các miền nóng hơn sang các miền lạnh hơn, khi không có các sự dịch chuyển của chất lỏng hay chất khí hay các sự chảy đối lưu trong chúng được gọi là sự dẫn nhiệt. Cơ chế bên trong của ba hiện tượng đó là một - đó là chuyển động nhiệt hỗn loạn của các phân tử đã dẫn đến sự dịch chuyển của chúng. Các hiện tượng đó được gọi là các hiện tượng vận chuyển vì trong sự khuếch tán có sự vận chuyển chất của hỗn hợp, trong sự ma sát nội có sự vận chuyển xung lượng, còn trong sự dẫn nhiệt có sự vận chuyển nhiệt lượng.

## Lý thuyết

### Đoạn đường tự do của các phân tử
Đoạn đường tự do trung bình của các phân tử là khoảng cách trung bình mà phân tử đi qua giữa các va chạm kế tiếp của nó với các phân tử khác. Trong một đơn vị thời gian, phân tử được tách ra va chạm với tất cả các phân tử, mà tâm của chúng nằm trong hình trụ gẫy có bán kính bằng đường kính {\displaystyle d} của phân tử, còn độ dài của nó bằng vận tốc trung bình tương đối {\displaystyle {\bar {u}}_{td}} của phân tử. Thể tích của hình trụ đó bằng {\displaystyle {\bar {u}}_{td}.\pi .d^{2}}, còn số các phân tử trong đó bằng {\displaystyle n.{\bar {u}}.\pi .d^{2}}. Vì trong mỗi va chạm, có đồng thời hai phân tử tham gia, nên tổng số các va chạm trong một đơn vị thể tích sau một đơn vị thời gian bằng {\displaystyle {\tfrac {1}{2}}\pi .d^{2}.{\bar {u}}_{td}.n^{2}}.
Sau một đơn vị thời gian, phân tử va chạm {\displaystyle \pi .d^{2}.n.u_{td}} lần trên đoạn đường {\displaystyle {\bar {u}}_{tuyetdoi}}, do đó đoạn đường tự do trung bình bằng {\displaystyle l={\tfrac {u_{tuyetdoi}}{\pi .d^{2}.n.u_{td}}}}, hay vì {\displaystyle {\bar {u}}_{td}={\sqrt {2}}.{\bar {u}}_{tuyetdoi}} nên {\displaystyle l={\tfrac {1}{{\sqrt {2}}.\pi .d^{2}.n}}}

### Hiện tượng khuếch tán
Nếu trong chất khí có phân bố một hỗn hợp với nồng độ {\displaystyle n(x)}, thì khi gradient nồng độ {\displaystyle {\frac {\operatorname {d} \!n}{\operatorname {d} \!x}}\neq 0}, chuyển động hỗn loạn của các phân tử sẽ tạo điều kiện san bằng nồng độ dọc theo trục Ox.
Dòng các phân tử của hỗn hợp qua diện tích {\displaystyle \Delta S} đặt vuông góc với trục Ox theo chiều dương bằng {\displaystyle \Delta N_{+}={\tfrac {1}{6}}.n_{1}.{\bar {u}}.\Delta S.\Delta t}, trong đó {\displaystyle n_{1}} là nồng độ của hỗn hợp ở bên trái diện tích, {\displaystyle \Delta t} là khoảng thời gian.
Dòng các phân tử của hỗn hợp qua cùng diện tích đó theo chiều âm bằng {\displaystyle \Delta N_{-}={\tfrac {1}{6}}.n_{2}.{\bar {u}}.\Delta S\Delta t}, trong đó {\displaystyle n_{2}} là nồng độ các phân tử của hỗn hợp ở bên phải diện tích.
Hệ số {\displaystyle {\tfrac {1}{6}}} trong các đẳng thức trên là do tính xác suất của chuyển động hỗn loạn của các phân tử.
Vì sự san bằng các nồng độ xảy ra do các va chạm của những phần tử nên các nồng độ {\displaystyle n_{1}} và {\displaystyle n_{2}} cần được coi là xác định trên các khoảng cách bằng độ dài của đoạn đường tự do {\displaystyle l} tính từ diện tích {\displaystyle \Delta S}.
Dòng các phân tử của hỗn hợp qua một đơn vị diện tích trong một đơn vị thời gian bằng:
{\displaystyle l={\frac {\Delta N_{+}-\Delta N_{-}}{\Delta S\Delta t}}={\frac {1}{6}}(n_{1}-n_{2}){\bar {u}}=-{\frac {1}{3}}{\bar {u}}l{\frac {n_{1}-n_{2}}{2l}}=-{\frac {1}{3}}{\bar {u}}l{\tfrac {\Delta n}{\Delta x}}}
Tích {\displaystyle {\frac {1}{3}}{\bar {u}}l=D} được gọi là hệ số khuếch tán.

#### Định luật Fick
Dòng các phân tử của hỗn hợp qua một đơn vị diện tích sau một đơn vị thời gian tỷ lệ thuận với gradient của nồng độ:
{\displaystyle I=-D.{\frac {\Delta n}{\Delta x}}}
Dấu trừ chứng tỏ rằng, dòng khuếch tán hướng theo chiều giảm của nồng độ hỗn hợp.

#### Phương trình khuếch tán
Nếu nhân đẳng thức trên với khối lượng của phân tử, ta có thể tìm được định luật cơ bản Fick cho hiện tượng khuếch tán thông qua qua dòng chất khuếch tán {\displaystyle q} và nồng độ {\displaystyle C} của chất dưới dạng {\displaystyle q=-D{\tfrac {\partial c}{\partial x}}}
Dòng khuếch tán qua một mặt kín {\displaystyle S} sau khoảng thời gian {\displaystyle \Delta t=t_{1}-t_{2}} bằng:
{\displaystyle q_{1}=-\int \limits _{t_{1}}^{t_{2}}\int \limits \int \limits _{S}D{\frac {\partial c}{\partial n}}\operatorname {d} \!S\operatorname {d} \!t=-\int \limits _{t_{1}}^{t_{2}}\int \limits \int \limits _{S}Dgradc.n\operatorname {d} \!S\operatorname {d} \!t}, trong đó {\displaystyle n} là pháp tuyến ngoài với mặt.
Nếu {\displaystyle F(x,y,z,t)}là mật độ của nguồn chất của hỗn hợp, nghĩa là lượng chất được tạo thành sau một đơn vị thời gian trong một đơn vị thể tích do các phản ứng hóa học, thì trong thể tích {\displaystyle V} giới hạn bởi mặt {\displaystyle S} trong khoảng thời gian {\displaystyle \Delta t} sẽ xuất hiện khối lượng:
{\displaystyle q_{2}=\int \limits _{t_{1}}^{t_{2}}\int \limits \int \limits _{V}\int \operatorname {F} \operatorname {d} \!V\operatorname {d} \!t}
Các quá trình đã mô tả có kèm theo sự biến thiên của nồng độ hỗn hợp tại mỗi điểm, sau khoảng thời gian {\displaystyle \Delta t}, độ biến thiên của lượng chất hỗn hợp trong toàn bộ thể tích {\displaystyle V} bằng:
{\displaystyle q_{3}=\int \limits _{t_{1}}^{t_{2}}\int \limits \int \limits _{V}\int \limits {\frac {\partial c}{\partial t}}\operatorname {d} \!V\operatorname {d} \!t}
Phương trình cân bằng khối lượng có dạng {\displaystyle q_{2}-q_{1}=q_{3}}. Biến đổi tích phân mặt theo công thức:{\displaystyle \int \limits \int \limits _{S}Dgradc.n.\operatorname {d} \!S=\int \int \limits _{V}\int div(Dgradc)\operatorname {d} \!V}
Xét đến sự cân bằng các khối lượng, chúng ta thu được:
{\displaystyle \int \limits _{t_{1}}^{t_{2}}\int \int \limits _{V}\int [F+div(Dgradc)-{\frac {\partial c}{\partial t}}]\operatorname {d} \!V\operatorname {d} \!t=0}
Từ đó ta suy ra được phương trình khuếch tán trong môi trường đứng yên:
{\displaystyle {\frac {\partial c}{\partial t}}={\frac {\partial }{\partial x}}(D.{\frac {\partial c}{\partial x}})+{\frac {\partial }{\partial y}}(D.{\frac {\partial c}{\partial y}})+{\frac {\partial }{\partial z}}(D.{\frac {\partial c}{\partial z}})+F(x,y,z,t)}
Đó là phương trình vi phân với các đạo hàm riêng loại parabolic, tương tự với phương trình dẫn nhiệt.

### Nội ma sát hay tính nhớt
Nếu một lớp khí dịch chuyển đối với một lớp khác, nghĩa là gradient vận tốc theo hướng vuông góc với mặt của lớp khác không thì do sự dời chuyển của các phân tử từ lớp này sang lớp khác trong chuyển động hỗn loạn, sự vận xung lượng từ lớp này sang lớp khác sẽ được thực hiện.
Xung lượng được chuyển qua diện tích {\displaystyle \Delta S} ở trên mặt phân giới của các lớp theo một hướng bằng: {\displaystyle mv_{1}\Delta N_{+}={\tfrac {1}{6}}mv_{1}n{\bar {u}}\Delta S\Delta t}, trong đó {\displaystyle v_{1}} là vận tốc dịch chuyển định hướng của chất khí ở trong lớp có các phân tử thoát qua đến những khoảng cách bằng đoạn đường tự do tính từ mặt {\displaystyle \Delta S} trên.
Xung lượng được chuyển qua theo chiều ngược lại bằng: {\displaystyle mv_{2}\Delta N_{-}={\tfrac {1}{6}}mv_{2}n{\bar {u}}\Delta S\Delta t}, trong đó {\displaystyle v_{2}} là vận tốc dịch chuyển định hướng của chất khí đến những khoảng cách bằng đoạn đường tự do về phía kia của diện tích.
Độ biến thiên xung lượng của lớp bằng xung lực ma sát:
{\displaystyle \Delta F_{ms}\Delta t=mv_{1}\Delta N_{+}-mv_{2}\Delta N_{-}}
Lực ma sát tác dụng lên một đơn vị diện tích của mặt phân giới giữa các lớp lân cận bằng:
{\displaystyle F_{ms}={\frac {1}{3}}nm{\bar {u}}l{\frac {v_{2}-v_{1}}{2l}}=-{\frac {1}{3}}nm{\bar {u}}l{\frac {\Delta v}{\Delta x}}}
Tích số {\displaystyle {\tfrac {1}{3}}l{\bar {u}}nm=\eta } được gọi là hệ số ma sát nội hay độ nhớt.
Lực ma sát nội khi các lớp trong chất khí chuyển động tỷ lệ thuận với gradient vận tốc:
{\displaystyle F_{ms}=-\eta {\frac {\Delta v}{\Delta x}}}
Công thức Stokes (Gabriel Stokes, 1819 - 1903) đúng cho quả cầu bán kính {\displaystyle r} chuyển động với vận tốc {\displaystyle v} trong chất lỏng có độ nhớt {\displaystyle \eta }, theo công thức này lực cản bằng:
{\displaystyle F_{can}=-6\pi \eta rv}

### Tính dẫn nhiệt
Cho một dòng nhiệt truyền qua chất khí đựng giữa các thành song song có các nhiệt độ {\displaystyle T_{1}} và {\displaystyle T_{2}} theo phương của trục Ox vuông góc với các thành. Các phân tử đi qua diện tích {\displaystyle \Delta S} vuông góc với trục mang theo chiều dương của trục một năng lượng bằng:
{\displaystyle \omega _{1}\Delta N_{+}={\frac {i}{2}}kT_{1}.{\frac {1}{6}}{\bar {u}}n\Delta S\Delta t}
Năng lượng được mang theo chiều ngược lại bằng:
{\displaystyle \omega _{2}\Delta N_{-}={\tfrac {i}{2}}kT_{2}.{\tfrac {1}{6}}{\bar {u}}n\Delta S\Delta t}
Ở đây {\displaystyle i} là số bậc tự do của các phân tử khí, còn {\displaystyle T_{1}} và {\displaystyle T_{2}} lần lượt là các giá trị nhiệt độ trong các mặt phẳng {\displaystyle x-\lambda } và {\displaystyle x+\lambda }. Dòng nhiệt đi qua một đơn vị diện tích trong một đơn vị thời gian bằng:
{\displaystyle q={\frac {\omega _{1}\Delta N_{+}+\omega _{2}\Delta N_{-}}{\Delta S\Delta t}}=-{\frac {1}{3}}{\bar {u}}nl{\frac {T_{2}-T_{1}}{2l}}.{\frac {i}{2}}k}
Đại lượng {\displaystyle \lambda ={\frac {1}{3}}{\bar {u}}nl{\frac {i}{2}}k} được gọi là hệ số dẫn nhiệt.

#### Định luật Fourier
Dòng nhiệt đi qua một đơn vị diện tích trong một đơn vị thời gian tỷ lệ thuận với gradient nhiệt độ:
{\displaystyle q=-\lambda {\frac {\Delta T}{\Delta x}}}
Dấu trừ chủng tỏ rằng dòng nhiệt hướng từ lớp có nhiệt độ cao hơn sang lớp có nhiệt độ thấp hơn.

#### Phương trình dẫn nhiệt
Theo định luật Fourier, nhiệt lượng toàn phần đi qua mặt kín {\displaystyle S} trong khoảng thời gian {\displaystyle \Delta t=t_{2}-t_{1}} bằng:
{\displaystyle q_{1}=-\int \limits _{t_{1}}^{t_{2}}\int \limits _{S}\int \lambda {\frac {\partial T}{\partial n}}\operatorname {d} \!S\operatorname {d} \!t=-\int \limits _{t_{1}}^{t_{2}}\int \limits _{S}\int \limits \lambda gradTn\operatorname {d} \!S\operatorname {d} \!t}
Nếu {\displaystyle F(x,y,z,t)} là mật độ của các nguồn nhiệt thì trong thể tích {\displaystyle V} sau khoảng thời gian {\displaystyle \Delta t}, lượng nhiệt tỏa ra bằng:
{\displaystyle q_{2}=\int \limits _{t_{1}}^{t_{2}}\iint \limits _{V}\int \limits F\operatorname {d} \!V\operatorname {d} \!t}
Các quá trình nêu trên có kèm theo sự biến thiên nhiệt độ tại mỗi điểm của vật và độ biến thiên toàn phần của lượng nhiệt trong vật sau khoảng thời gian {\displaystyle \Delta t}bằng:{\displaystyle q_{3}=\int \limits _{t_{1}}^{t_{2}}\iint \limits _{V}\int c_{\rho }{\frac {\delta T}{\delta t}}\operatorname {d} \!V\operatorname {d} \!t}, trong đó {\displaystyle c} là nhiệt dung riêng, còn {\displaystyle \rho } là mật độ.
Nếu dùng phương trình cân bằng nhiệt {\displaystyle q_{2}-q_{1}=q_{3}} và biến đổi tích phân mặt theo công thức Ostrogradski:
{\displaystyle \iint \limits _{S}gradT.n\operatorname {d} \!S=\int \int \limits _{V}\int div(\lambda gradT)\operatorname {d} \!V}, chúng ta sẽ thu được:
{\displaystyle \int \limits _{t_{1}}^{t_{2}}\int \int \limits _{V}\int \limits [F+div(\lambda gradT)-c_{\rho }{\frac {\partial T}{\partial t}}]\operatorname {d} \!V\operatorname {d} \!t=0}, từ đó suy ra phương trình dẫn nhiệt:
{\displaystyle c_{\rho }{\frac {\partial T}{\partial t}}={\frac {\partial }{\partial x}}(\lambda {\frac {\partial T}{\partial x}})+{\frac {\partial }{\partial y}}(\lambda {\frac {\partial T}{\partial y}})+{\frac {\partial }{\partial z}}(\lambda {\frac {\partial T}{\partial z}})+F(x,y,z,t)}
Đó là phương trình vi phân với các đạo hàm riêng loại parabolic. Đôí với môi trường đồng nhất {\displaystyle \lambda } là một hằng số, phương trình sẽ đơn giản hơn và có dạng:
{\displaystyle {\frac {\partial T}{\partial t}}=a^{2}\Delta T+f}, trong đó {\displaystyle \Delta } là toán tử Laplace, còn {\displaystyle a^{2}={\frac {\lambda }{c_{\rho }}}} là hệ số dẫn nhiệt, {\displaystyle f={\frac {F}{c_{\rho }}}}.
Nếu cho các điều kiện giới hạn vá các điều kiện ban đầu, chúng ta có thể chọn được nghiệm duy nhất của phương trình truyền nhiệt.